# Les Complices (roman)
Pour les articles homonymes, voir Les Complices.
Les Complices est un roman psychologique de Georges Simenon, paru en 1956 aux éditions des Presses de la Cité.
Le récit comporte des retours en arrière pour permettre au héros de se situer par rapport à l’événement douloureux qu’il vit. La complicité qui réunit le personnage principal et son employée est fortuite et résulte d’un drame involontaire. Elle développe chez le premier un sentiment de remords fondé sur une culpabilité qui refuse de s’avouer telle (voir le message final détruit in extremis) : « Je ne suis pas coupable ».
Georges Simenon termine l'écriture de son roman le 13 septembre 1955 à La Gatounière à Mougins dans les Alpes-Maritimes.

## Personnages
- Joseph Lambert : directeur d’une entreprise de construction fondée par son père. Marié, pas d’enfants.
- Nicole Lambert née Fabre : son épouse.
- Edmonde Pampin : secrétaire de Joseph Lambert.
- Marcel Lambert : frère de Joseph et co-directeur de l'entreprise Les fils de Joseph Lambert.

## Résumé
Le roman comporte huit chapitres.
Après l'inspection d'un de ses chantiers, Joseph Lambert rentre en voiture avec sa secrétaire, Edmonde Pampin. À Château-Roisin, le car d'une colonie de vacances transportant une quarantaine d'enfants essaie d'éviter la voiture de Lambert, alors que celui-ci, qui use de privautés avec sa passagère, roule au milieu de la chaussée. C'est l'embardée contre un mur et la catastrophe : le car prend feu, tous ses occupants sont carbonisés, sauf une petite fille grièvement brûlée.  
Edmonde n'a pas bronché devant l'accident et Lambert, quoique pris de panique, n'en continue pas moins sa route. De retour à Tréfoux, où l'événement a mis la ville sens dessus dessous, il apprend l'horreur du drame dont il est responsable. Commence alors pour lui une existence coupée en deux : d'une part, le secret qui l'accable, de l'autre, la routine habituelle partagée entre le bureau, les chantiers et les parties de bridge. Parallèlement à l'enquête de police, se poursuit l'enquête privée de la Compagnie d'assurances du car, cherchant à découvrir l'automobiliste qui a provoqué l'accident. Lambert craint d'être identifié. Murée dans son indifférence, Edmonde n'a rien dit et ne dira rien. Un jour cependant que son patron veut la prendre, comme à l'accoutumée, dans un coin isolé de la campagne, elle se sent bloquée, s'excuse : « Je ne peux pas... »
Entre-temps, Joseph Lambert a essayé en vain de trouver un peu de consolation autour de lui : auprès de son épouse, avec laquelle il n'a jamais eu de contact réel, auprès de Léa, une jeune femme facile et gentille qui est sa maîtresse d'occasion. Mais comme il ne peut se confier vraiment, son accablement persiste, d'autant plus qu'après tant d'efforts dépensés pour parvenir à la réussite, lui, que l'on a toujours cru insensible, subit comme une injustice du sort ce malheur qu'il n'a pas voulu. Les difficultés qu'il éprouve avec son frère, cogestionnaire de l'entreprise familiale, ne font qu'exacerber son malaise. Pourtant, si les soupçons venaient à se porter sur lui, il ne se déroberait pas, c'est décidé. Mais les soupçons passent à côté de lui. Alors incapable de survivre à son tourment, Joseph Lambert se tire une balle dans la tête.

## Éditions
- Édition originale, Presses de la Cité, 1956
- Le Livre de poche, no 14227, 1999  (ISBN 978-2-253-14227-0)
- « Tout Simenon », tome 8, éd. France Loisirs, 1990, pages 311 à 405  (ISBN 2-7242-6094-5), réédité chez éd. Omnibus, 2002  (ISBN 978-2-258-06049-4).
- In Pedigree et autres romans, éditions Gallimard, coll. Bibliothèque de la Pléiade, no 553, 2009  (ISBN 978-2-07-011798-7)
- Romans durs, tome 9, éditions Omnibus, 2013  (ISBN 978-2-258-09396-6)
- Romans durs, tome 9, Omnibus, 2023  (ISBN 978-2-258-20266-5)

## Adaptations télévisées
Le roman a connu de nombreuses adaptations à la télévision :
- Les Complices (Die Komplizen), téléfilm allemand réalisé par Stanislav Barabáš avec Günter Lamprecht (Joseph Lambert), Kurt Raab (Marcel Lambert), Hilde Ziegler (Nicole Lambert) et Claudia Amm (Edmonde Pampin) dans les rôles principaux et diffusé en 1985 ouest-allemande.
- Les Complices, téléfilm réalisé par Serge Moati avec Renaud Verley (Pierre Lambert), Sophie Broustal (Claire), Eva Darlan (Nicole Lambert), Catherine Arditi (Françoise) dans les rôles principaux et diffusé en 1999 sur France Télévision
- Les Complices, téléfilm réalisé par Christian Vincent avec Thierry Godard et Marie Kremer, diffusé sur France 3 en 2013.